# Malatikot
Malatikot (nepalski: मलातिकोट) – gaun wikas samiti w zachodniej części Nepalu w strefie Seti w dystrykcie Achham. Według nepalskiego spisu powszechnego z 2011 roku liczył on 445 gospodarstw domowych i 2630 mieszkańców (1396 kobiet i 1234 mężczyzn).